# Champion of the World
"Champion of the World" là bài hát của nhóm nhạc rock người Anh Coldplay từ album phòng thu thứ 8 của họ Everyday Life. Bài hát được phát hành lần đầu ngày 20 tháng 11 năm 2019 cùng với "Daddy" để quảng bá cho album. Mặc dù đã được phát hành trên một số đài phát thanh chọn lọc ở Mỹ và Ý, bài hát đã không được phát hành làm đĩa đơn chính thức.

## Video âm nhạc
Ngày 25 tháng 2 năm 2020 một video âm nhạc của bài hát đã được đăng trên kênh YouTube chính thức của Coldplay. Video được quay tại Los Angeles, đạo diễn bởi đạo diễn người Pháp Cloé Bailly, người đã phát biểu 'video nói về khả năng đặc biệt của trẻ em có thể tắt đi thế giới thực và đi vào thế giới riêng của chúng'.

## Danh sách bài hát
| Digital download streaming | Digital download streaming | Digital download streaming |
| STT                        | Nhan đề                    | Thời lượng                 |
| -------------------------- | -------------------------- | -------------------------- |
| 1.                         | "Champion of the World"    | 4:17                       |

| Digital download – Live at NPR's Tiny Desk | Digital download – Live at NPR's Tiny Desk        | Digital download – Live at NPR's Tiny Desk |
| STT                                        | Nhan đề                                           | Thời lượng                                 |
| ------------------------------------------ | ------------------------------------------------- | ------------------------------------------ |
| 1.                                         | "Champion of the World" (Live at NPR's Tiny Desk) | 3:36                                       |

## Xếp hạng
| Bảng xếp hạng (2019–2020)         | Vị trí cao nhất |
| --------------------------------- | --------------- |
| Anh Quốc (OCC)                    | 93              |
| Bỉ (Ultratip Flanders)            | 37              |
| Bỉ (Ultratip Wallonia)            | 27              |
| Iceland (Plötutíðindi)            | 36              |
| New Zealand Hot Singles (RMNZ)    | 25              |
| Thụy Sĩ (Schweizer Hitparade)     | 56              |
| Hoa Kỳ Hot Rock Songs (Billboard) | 13              |
| Hoa Kỳ Rock Airplay (Billboard)   | 40              |

## Lịch sử phát hành
| Quốc gia | Ngày                | Định dạng                     | Hãng đĩa | Chú thích |
| -------- | ------------------- | ----------------------------- | -------- | --------- |
| Mỹ       | 24 tháng 2 năm 2020 | Adult album alternative radio | Atlantic | [ 12 ]    |
| Mỹ       | 25 tháng 2 năm 2020 | Alternative radio             | Atlantic | [ 13 ]    |
| Ý        | 1 tháng 5 năm 2020  | Contemporary hit radio        | Warner   | [ 14 ]    |